# Gibostad
Gibostad es un asentamiento en Senja en el municipio de Senja en Troms, Noruega. Tiene una población de 342 habitantes, con una densidad de 855 hab/km².  Está a 20 km al norte del puente de Gisund.

## Historia
Gibostad fue un antiguo centro de comercio y algunos de sus edificios tienen más de 200 años. Por un largo tiempo Gibostad fue el centro administrativo de Lenvik, hasta que tal cargo le fue otorgado a Finnsnes en la década de 1960, promoviendo el crecimiento de esta. Bjorelvnes y la iglesia de Lenvik están en el estrecho estrecho.

## Datos
Gibostad es la localidad más grande del norte de Senja, localizada a medio camino entre Botnhamn y Finnsnes, donde el estrecho de Gisundet es más angosto. La tierra de la zona es ideal para la agricultura, siendo la sede de la división de cultivos de la secundaria de Senja. El lago Lysvatnet se encuentra al oeste.